# 日本鏡板工業
日本鏡板工業株式会社（にっぽんきょうはんこうぎょうかぶしきがいしゃ）は、大阪市西淀川区に本社をおく圧力容器用鏡板を専門に製造するメーカーである。親会社はロザイ工業株式会社。

## 概要
1959年、日本鏡板工業株式会社の前身である「日本鉄工（株）」が設立された。当時の鏡板の価格や品質が悪く鏡板専門企業も存在していなかったため、自社で鏡板を製作。その後1965年に鏡板部門を独立し、日本鏡板工業株式会社を設立、営業を開始した。現在国内シェアの3割を占めている。本社以外にも関東営業部が埼玉県に、九州営業所が北九州市に、関東工場が茨城県、北陸工場が石川県に所在する。

## シンボルマーク
ロゴの三本線は、鏡板を3枚重ねて横から見たイメージと、お客様・従業員・地域の方の三者をイメージしたものをかけわせたものとなっている。影響を及ぼす、幸せの波紋とした幸せにしたいといった思いを込めてシンボルマークとした。

## 子会社
日本鏡板工業株式会社の子会社としてベトナム、ハイフォン市のDeep-C工業団地にRK ENGINEERINGを設立した。ここに設立した理由はおもに3つある。一つ目は東アジア、東南アジアの中心に位置するベトナムで貿易港を備えた物流の中心都市という「地域性」。二つ目はハイフォン市の国際貿易港のディンブー港に隣接しており、海上輸送による原材料の搬入と大型製品の搬出に非常に適していたり、コンテナ需要に応えたラックフェン港を開発した「立地条件」。三つ目はハイフォン市は鉄の切断・曲げ加工や溶接の作業を行っている工場が多く存在しているため、高い技術を持った従業員を雇用することが可能となり、 製作協力していただける企業が数多くあるという「技術力」である。五面加工機を採用しており、ワンストップ生産性を実現させている。さらに五面加工機の特徴である多面同時加工により、上面と側面から複雑な工程を一度に仕上げることが可能になり、圧力容器及び構造物の機械加工が大幅に向上している。

RK ENGINEERING製作のタンク
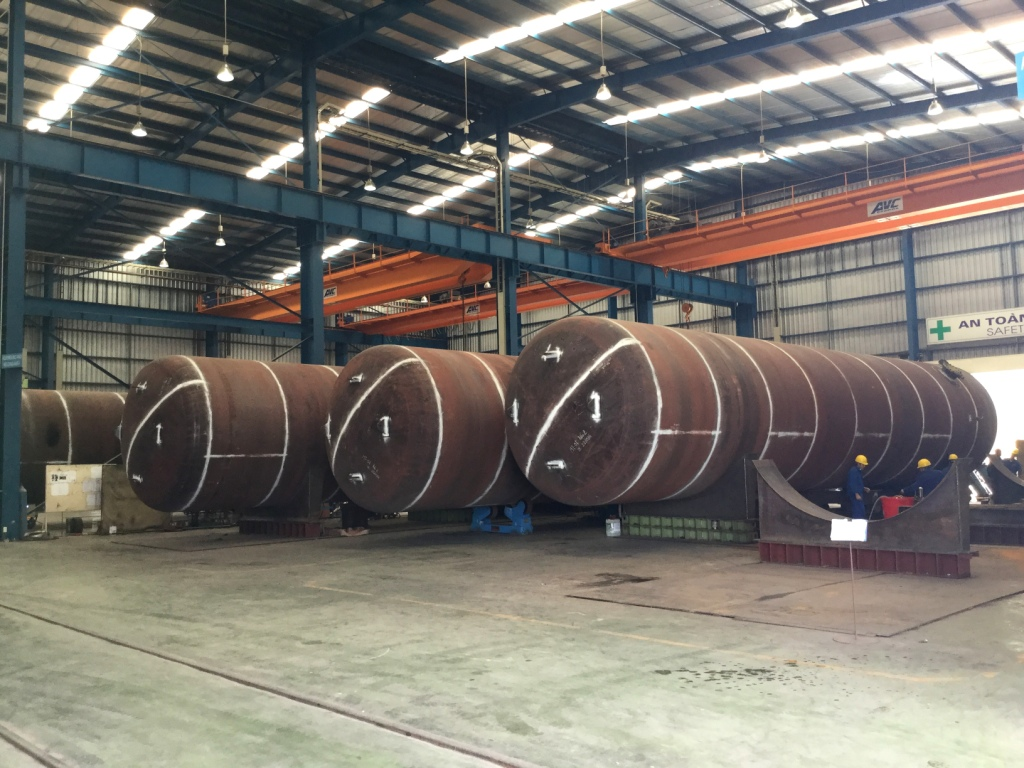
製造過程
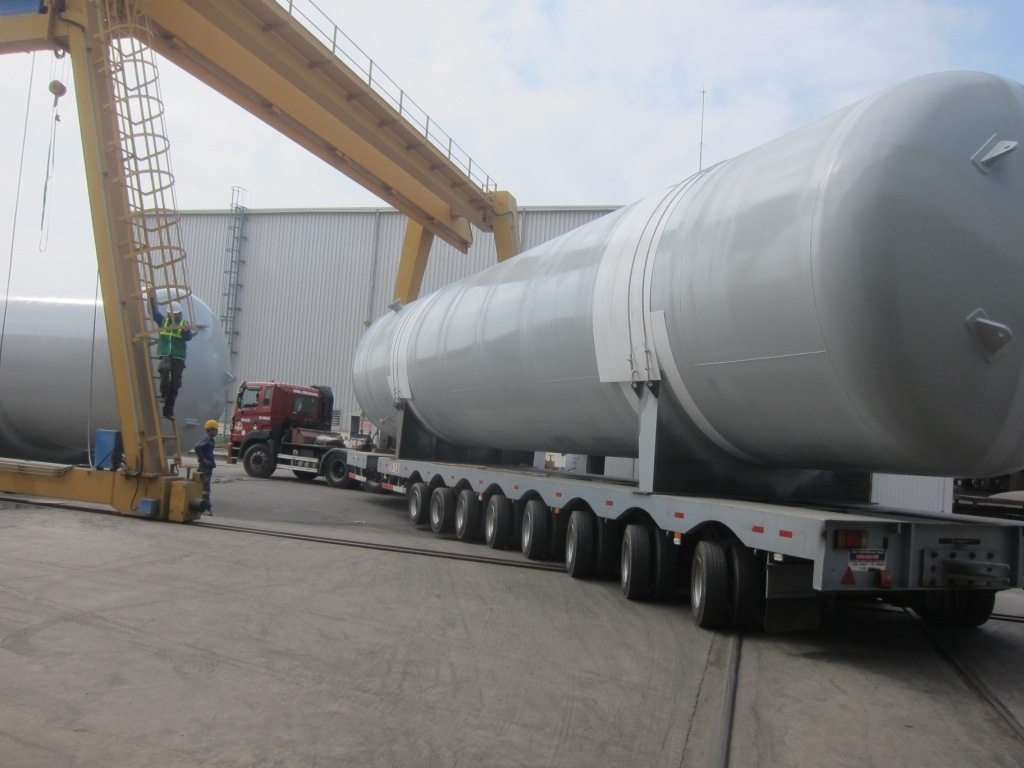
出荷

## 経営理念
日本鏡板工業は全ての人を幸福（しあわせ）にし永続発展することを目指し、3つの指針を掲げている。
①全ての人とは社員、その家族、取引先、その地域の人々を指します
②幸福とは、働ける喜びと、この会社に関って嬉しいと思っていただけることです
③永続発展させることとは、経営を安定的に継続させることです

## 工場・事業所
関西工場
鏡板専門工場である。設備は3台の油圧プレス、ベンディングロール、大型特殊曲げ・中型スピニングマシーン、プラズマ溶接機、開先がある。
関東工場
関西工場と同じく鏡板専門工場である。設備は8台の油圧プレス、2台の修正機・旋盤機、大型・中型のスピニングマシーン、プラズマ溶接機・切断機がある
北陸工場
ベトナム工場のマザー工場として非破壊検査などでチェックをしている。ほかにマンホールカバーや分割プレス成型の鏡板を制作している。設備は4台の油圧プレス、ブレーキプレス、ベンディングマシンがある

## 営業部
日本鏡板工業株式会社には事業部ごとに営業所が振り分けられている。
鏡板事業部
大阪、埼玉、福岡に存在している。売り上げの70％を占める。
海外事業部
大阪と埼玉に存在している。

## 沿革
| 沿革                       | |
| -------------------------- | --- |
| 昭和34年（1959）           | 日本鏡板工業株式会社の前身「日本鉄工（株）」を現在の本社所在地に設立。 |
| 昭和36年（1961）           | 冷間スピニング方式製造設備1ライン設置。鏡板営業開始。 |
| 昭和37年（1962）           | 冷間スピニング方式製造設備1ライン増設。 北九州市 小倉に「日本鉄工（株）九州工場」を設立。 |
| 昭和38年（1963）           | 本社工場 冷間スピニング方式製造設備1ライン増設。 |
| 昭和39年（1964）           | 九州工場 冷間スピニング方式製造設備1ライン設置。 本社工場 冷間スピニング方式製造設備1ライン増設。 |
| 昭和40～41年（1965～1966） | 鏡板部門を独立し、日本鏡板工業（株）を設立、営業を開始。 小倉に九州営業所を開設。 |
| 昭和42年（1967）           | 台湾・台北に合弁会社「台湾端板鋼鉄企業公司」を設立。 石川県金沢市に北陸営業所を開設。 |
| 昭和43年（1968）           | 台湾端板/台北工場竣工、冷間スピニング方式製造設備。 石川県松任(現、白山)市に北陸工場を建設。冷間スピニング方式製造設備を設置。北陸事業部として営業開始。 |
| 昭和44年（1969）           | 本社工場 西ドイツ製大型フランジングマシーンを導入。 台湾端板/台北工場に冷間スピニング方式製造設備1ライン増設。 埼玉県八潮市に西ドイツ製大型フランジングマシーンを含む製造設備2ラインを有する工場を建設始める。                                                         |
| 昭和45年（1970）           | 関東工場（旧関東第1工場）竣工、関東事業部を開設し、鏡板の製造販売を開始。 |
| 昭和47年（1972）           | 台湾端板/台北工場 大型球形タンク製造設備を増設。 関東工場（旧関東第1工場）「JISマーク表示許可工場」となる。 |
| 昭和48年（1973）           | 「日本鉄工（株）」が移転、鏡板工場は本社管轄下になる。 本社工場 西ドイツ製全自動マニプレーター付ディッシング成形プレスを導入。 |
| 昭和49年（1974）           | 本社工場西ドイツ製中型フランジングマシーンを導入。 |
| 昭和50年（1975）           | 関東工場（旧関東第1工場）全自動ディッシング成形プレス用マニプレーターを導入。 |
| 昭和51年（1976）           | 北陸工場 「労働省（現、厚生労働省）第1種圧力容器製造許可工場」認可。 |
| 昭和52年（1977）           | 本社工場を本社から分離、関西事業部・関西工場とし、九州営業所は関西事業部に編入。 関東工場（旧関東第1工場）「労働省(現、厚生労働省)第1種圧力容器製造許可工場」認可。 台湾・高雄に大型球形タンク製造設備、熱間・冷間スピニング方式の鏡板製造設備を有する工場を建設開始。 |
| 昭和53年（1978）           | 台湾・高雄工場竣工、操業開始する。 |
| 昭和54年（1979）           | 茨城県に関東第2工場を建設開始。 |
| 昭和55年（1980）           | 関東第2工場竣工。3000トン全自動復動型深絞式油圧プレスによる冷間ワン・プレス成形専門工場として計画生産に入る。 |
| 昭和56年（1981）           | 関東第2工場 「JISマーク表示許可工場」となる。 |
| 昭和57年（1982）           | 関西工場に大型全自動マニプレーター付ディッシング成形プレスを増設。 |
| 昭和60年（1985）           | 関東第1工場 大型全自動マニプレーター付ディッシング成形プレスを増設。 |
| 昭和61年（1986）           | 北陸工場 製缶工場棟を増設。（1期） |
| 昭和62年（1987）           | 関西工場 800トン全自動クッション式深絞式油圧プレスを増設、小径専用冷間ワン・プレス成形による計画生産に入る。 北陸工場 製缶工場棟を増設。（2期） |
| 昭和63年（1988）           | 九州工場 全自動プレス用マニプレーターを導入。 |
| 平成2年（1990）            | 関東第1工場 中型フランジングマシーンを導入。 北陸工場 製缶工場棟を増設。（3期） 北陸工場 二連自動走行式溶接ロボットとレーザー切断機を導入。 |
| 平成3年（1991）            | 関東第1工場 「労働省（現、厚生労働省）ボイラ溶接製造許可工場」認定。 |
| 平成5年（1993）            | 関東第2工場 9000トン油圧プレス用工場を建設。 |
| 平成6年（1994）            | 関東第2工場 9000トン全自動復動型深絞式油圧プレスが稼働、径2000以上の製品の計画生産に入る。 |
| 平成7年（1995）            | 関西事業部、鏡板業界で初めて「ISO9002」を取得。 |
| 平成11年（1999）           | 関東第2工場 3500トン全自動復動型深絞式油圧プレス更新。 |
| 平成12年（2000）           | 関東第2工場 材料切断工場棟を増設。 関東第2工場 NCプラズマ溶断設備を導入。 |
| 平成13年（2001）           | 関東第2工場 レーザー切断機を導入。 |
| 平成14年（2002）           | 関東第2工場 1800トン全自動クッション式深絞式油圧プレスを導入。 関東第1工場 中型特殊スピニング機を導入。 |
| 平成17年（2005）           | 鏡板事業部営業本部を「ISO9001」に審査登録。 |
| 平成18年（2006）           | 関東第2工場 スピニングヤード工場棟を増設。 関東第1工場を関東第2工場へ移設統合し名称を「関東工場」とする。 |
| 平成19年（2007）           | 関東工場及び関東営業部の事務所改築。 鏡板事業部関東工場を「ISO9001」に審査登録。鏡板事業部すべての部門で「ISO9001」を取得。 関東工場 300トン全自動深絞式油圧プレス更新                                                                                                 |
| 平成20年（2008）           | 北陸工場 1000トン油圧プレス更新。 |
| 平成21年（2009）           | 化工機事業部で「ISO9001」を取得。 |
| 平成23年（2011）           | ベトナム社会主義共和国ハノイ市に駐在員事務所設立 |
| 平成23年（2011）           | ベトナム社会主義共和国ハイフォン市に現地法人RK ENGINEERING CO.,LTD.設立 関東工場 中型ターニング旋盤導入 |
| 平成24年（2012）           | 関西工場 1000t大型全自動マニプレータ付ディッシング成型プレス更新 |
| 平成25年（2013）           | ベトナム現地法人RK ENGINEERING CO.,LTD 300t全自動マニプレータ付ディッシング成型プレス、中型スピニングマシーン、熱処理炉導入 関西工場 ベンディングマシーン導入 |
| 平成26年（2014）           | ベトナム現地法人RK ENGINEERING CO.,LTD マニプレータ付サブマージ溶接機導入 |
| 平成27年（2015）           | 北陸工場 200tブレーキプレス導入 関西工場 プラズマ溶接機導入 |
| 平成29年（2017）           | 関東工場 ドイツ製大型フランジングマシーン導入 |
| 令和元年（2019）           | 関西工場 イタリア製300tプレス導入 |
| 令和4年（2022）            | 関東工場 イタリア製400トンプレス導入 |

## 主要製品
化学・薬品・食品プラント施設等に用いられる鏡板とマンホールカバー、クールタンクの製造販売を主力に行なっている。主な使用例として、関門海峡などの船舶確認用ブイ、液体運搬用貨物車両、地ビールのレストランタンク、化学プラント用タンク（ベトナム)、鉄道用タンク車などに利用されている。

## 鏡板製作過程
切り出し
指定されたサイズに基づき金属の板から円形に切り抜く。
溶接

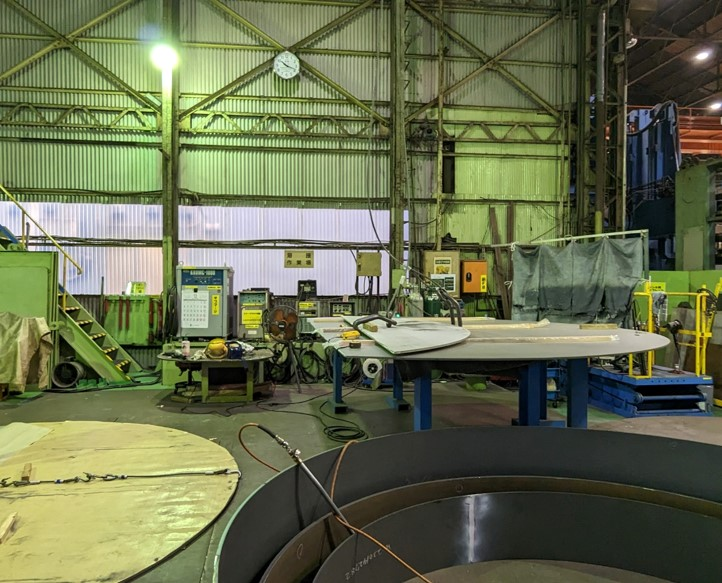
一枚の金属板から切り出せないサイズのものを溶接で成形する

一枚の金属の板から円形に切り抜けない大きさのものは溶接を行い一枚の円形の板にする。
プレス加工

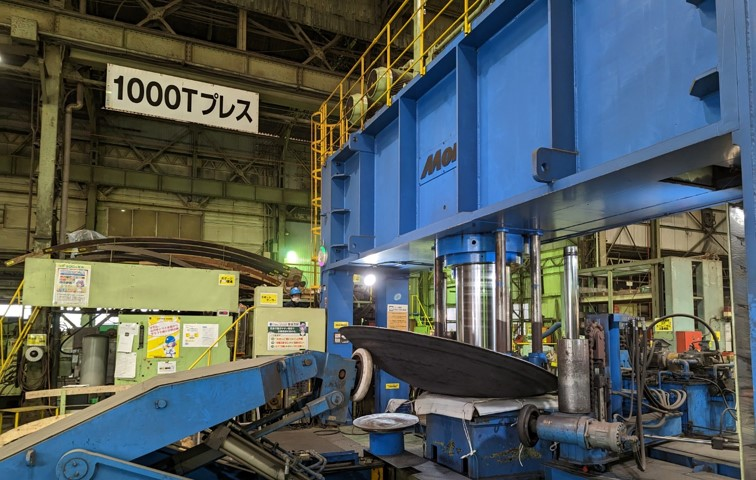
1000tプレス
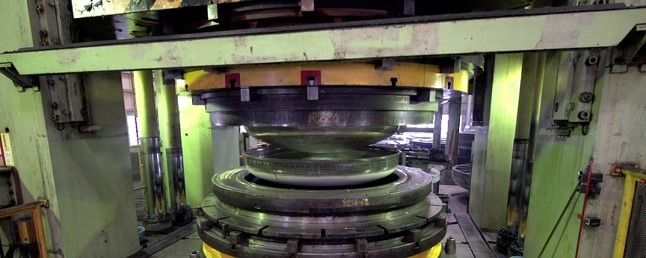
ワンプレス

徐々に圧力をかけ丸く加工する。金型を用いたワンプレス加工の設備を充実させている。
スピニング加工
プレスで加工したものの板の端を折り曲げる。当初より常温で加工する冷間スピニング・プレスの技術を極めている。
開先加工

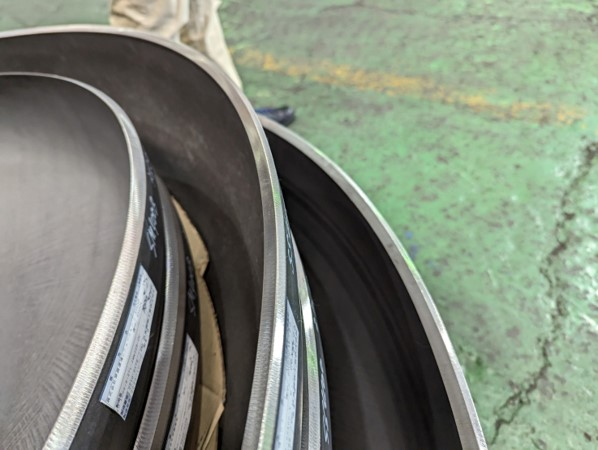
開先処理後の鏡板

鏡板を溶接しやすくするために接地部分を切り取り、整える。
検査

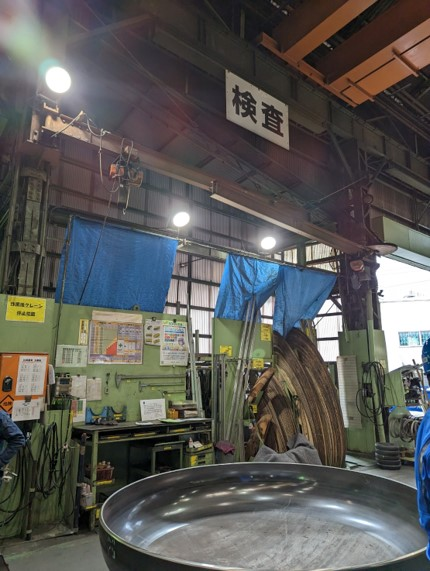
検査を行うスペース

サイズが合っているのか、傷はないかなど検査を行う。

## 公式キャラクター
鏡ミライは紫色の巻髪が特徴の公式キャラクター。企業・鏡板のイメージを柔らかく親しみやすくしたいという思いから5年前に誕生した。擬人化することが流行した際、日本鏡板のイメージを擬人化したキャラクターをデザイナーに委託して作ってもらった。金属加工の硬いイメージを払拭するため、ホームページや求人等でシンボルとして活躍している。
鏡ミライ
大阪府御幣島出身の2月1日生まれ。身長は１５５cmで血液型はO型。責任感が強い性格であり、機械いじり、工具集めが好きでDIYグッズを用いてたいていのものは自分好みにしている。嫌いなことは時間にルーズなこと。おいしいカレー店を探すことや釣り、お笑い、溶接が趣味であり、その中でも溶接はボイラー溶接士の免許を持つほどである。

## チャレンジ製品

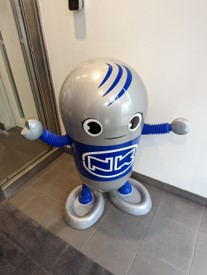
本社の入り口にいるキョウハン君

決まった型番ではなく、元々作っている以外のもので、加工には難しい規格外のものに挑戦している商品。こういったものもできるという技術を見せるところや社員の意見を聞いて社員がやってみたいことを実際に行なっている。例としては、円錐の小径の限界への挑戦やステンレス球体を利用したプランター作成をしている。

## 外部活動
日本鏡板工業株式会社は提案型工場見学などの外部活動を積極的に行っている。提案型工場見学では毎回異なるアピールポイントをテーマに構成された技術PRの場として開催し、オペレーターによる案内・説明、オペレーターを含めた検討会を実施している。現在までに4回行われている。
更にSDGs、CSR活動の一環として志プロジェクトに参加し、ブログにその様子を投稿している。